# Kanton Morona
Der Kanton Morona befindet sich in der Provinz Morona Santiago im Südosten von Ecuador. Er besitzt eine Fläche von 893,3 km². Im Jahr 2020 lag die Einwohnerzahl schätzungsweise bei 58.000. Verwaltungssitz des Kantons ist die Provinzhauptstadt Macas mit 19.000 Einwohnern (Stand 2010).

## Lage
Der Kanton Morona befindet sich nordzentral in der Provinz Morona Santiago. Das Areal erstreckt sich zwischen der Cordillera Real im Westen und dem Amazonasbecken im Osten. Dazwischen verläuft der nördliche Teil der Cordillera de Kutukú, ein Höhenkamm am Ostrand der Anden. Der Kanton bildet das Quellgebiet des Río Upano. Die Fernstraße E45 (Loja–Puyo) führt durch den Kanton und an Macas vorbei.
Der Kanton Morona grenzt im Westen an die Provinz Chimborazo, im Norden an die Kantone Pablo Sexto und Huamboya, im Osten an den Kanton Sevilla Don Bosco sowie im Süden an den Kanton Sucúa.

## Verwaltungsgliederung
Der Kanton Morona ist in die Parroquia urbana („städtisches Kirchspiel“)
- Macas

und in die Parroquias rurales („ländliches Kirchspiel“)
- Alshi 9 de Octubre
- Cuchaentza
- General Proaño
- Río Blanco
- San Isidro
- Sinaí
- Zuñac

gegliedert.

## Geschichte
Der Kanton Morona wurde im Jahr 1824 eingerichtet. Im November 2024 wurde der Kanton Sevilla Don Bosco, der die gleichnamige Parroquia umfasst, aus dem Kanton Morona ausgegliedert. Dieser verlor damit etwa die Hälfte der Kantonsfläche und ein Drittel der Einwohner.
Entwicklung der Einwohnerzahl im Kanton Morona bei landesweiten Volkszählungen zum jeweiligen Gebietsstand:
| Jahr                    | Einwohner | +/-     |
| ----------------------- | --------- | ------- |
| 1950                    | 6.961     | –       |
| 1962                    | 7.008     | 0,7 %   |
| 1974                    | 14.526    | 107,3 % |
| 1982                    | 23.730    | 63,4 %  |
| 1990                    | 29.456    | 24,1 %  |
| 2001                    | 31.379    | 6,5 %   |
| 2010                    | 41.155    | 31,2 %  |
| 2022                    | 54.935    | 33,5 %  |
| Datenherkunft: Wikidata |           |         |

## Ökologie
Im Westen des Kantons befindet sich der Nationalpark Sangay.